# Smashburger

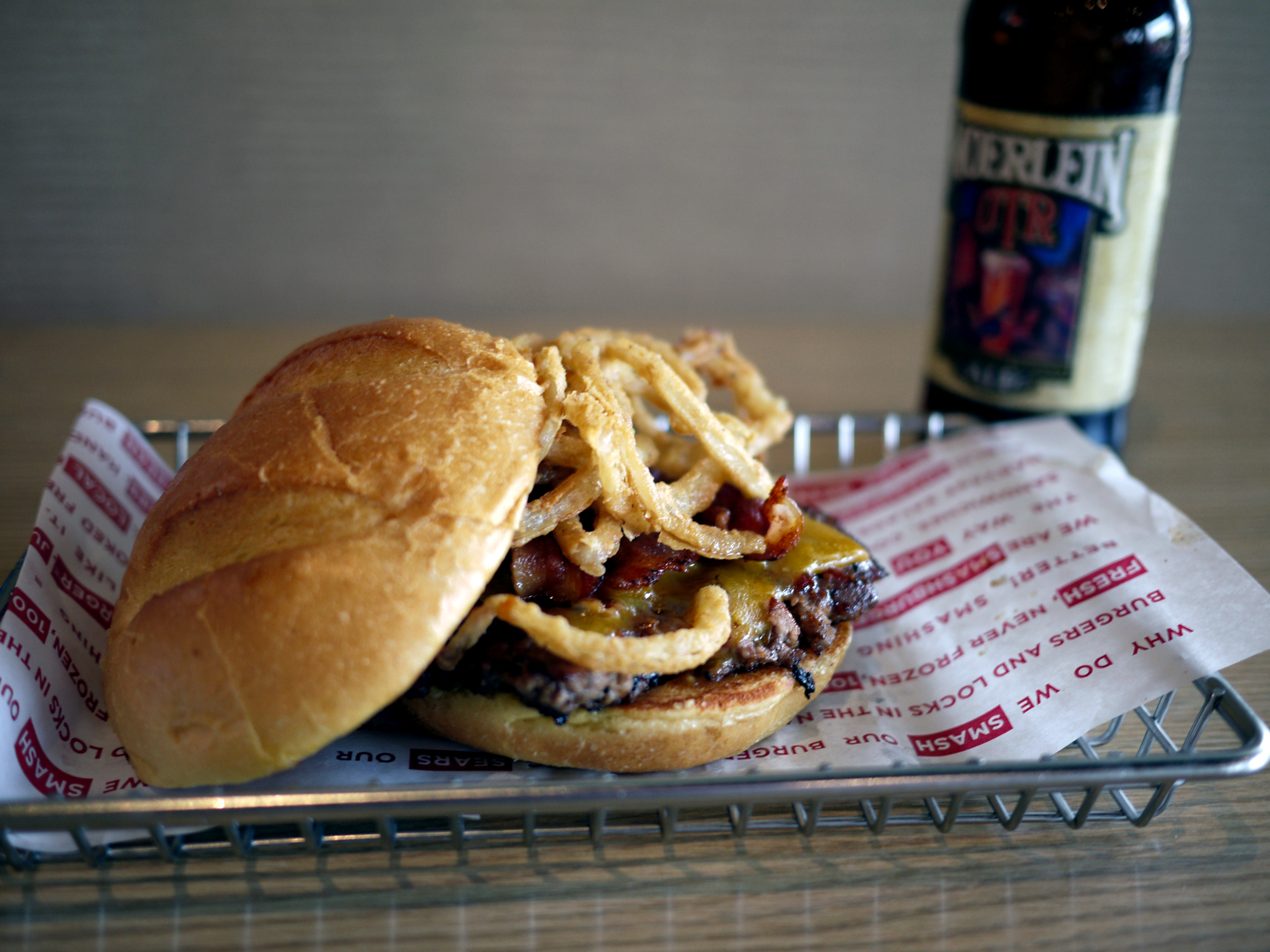
Smashburger

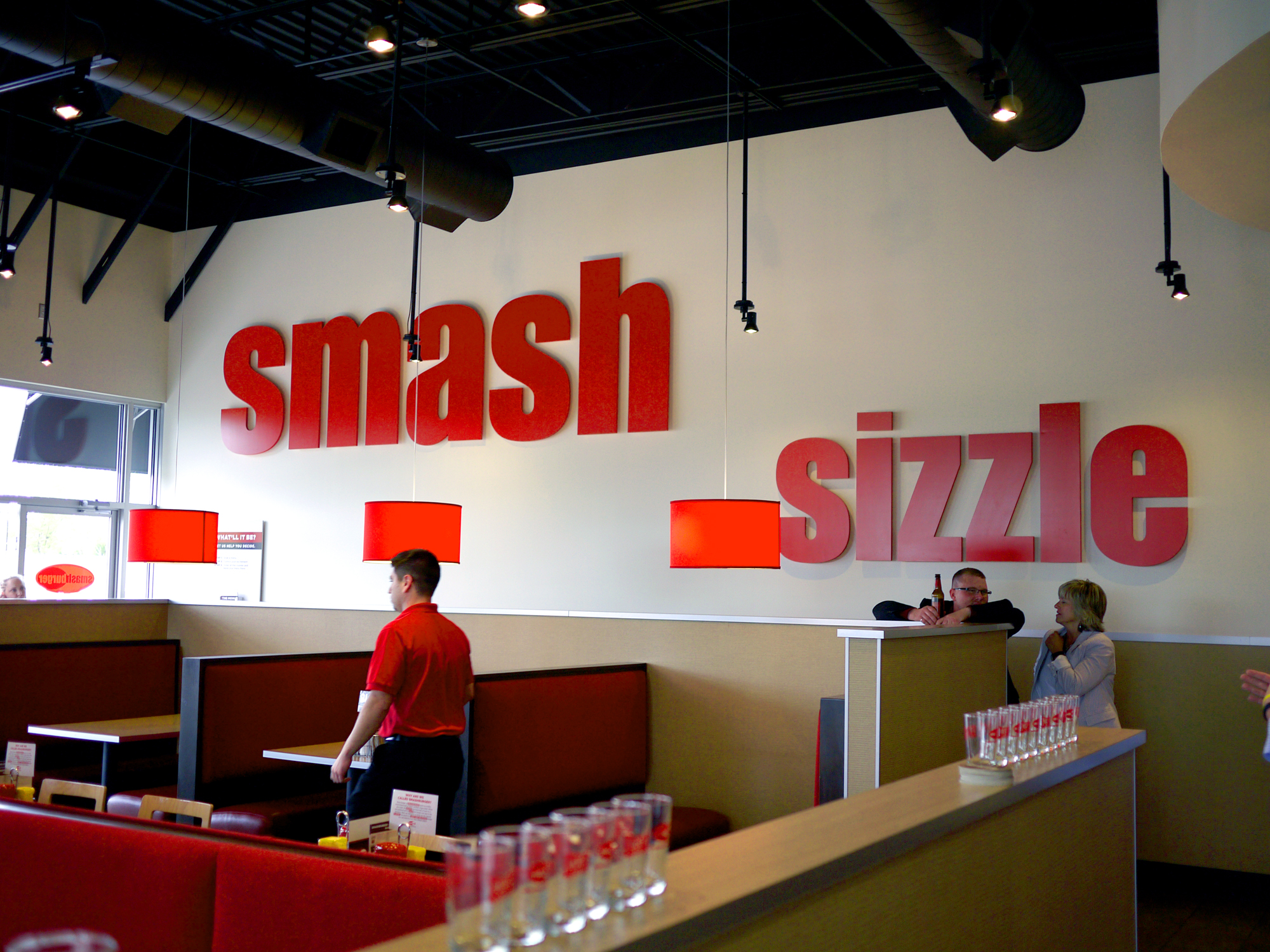
A Smashburger restaurant in Cincinnati, Ohio

Smashburger（スマッシュバーガー）は、9か国37州で370店を展開するファストカジュアルハンバーガーチェーン店。
2007年にコロラド州デンバーでTom Ryanらにより設立された。